# Étienne Baluze

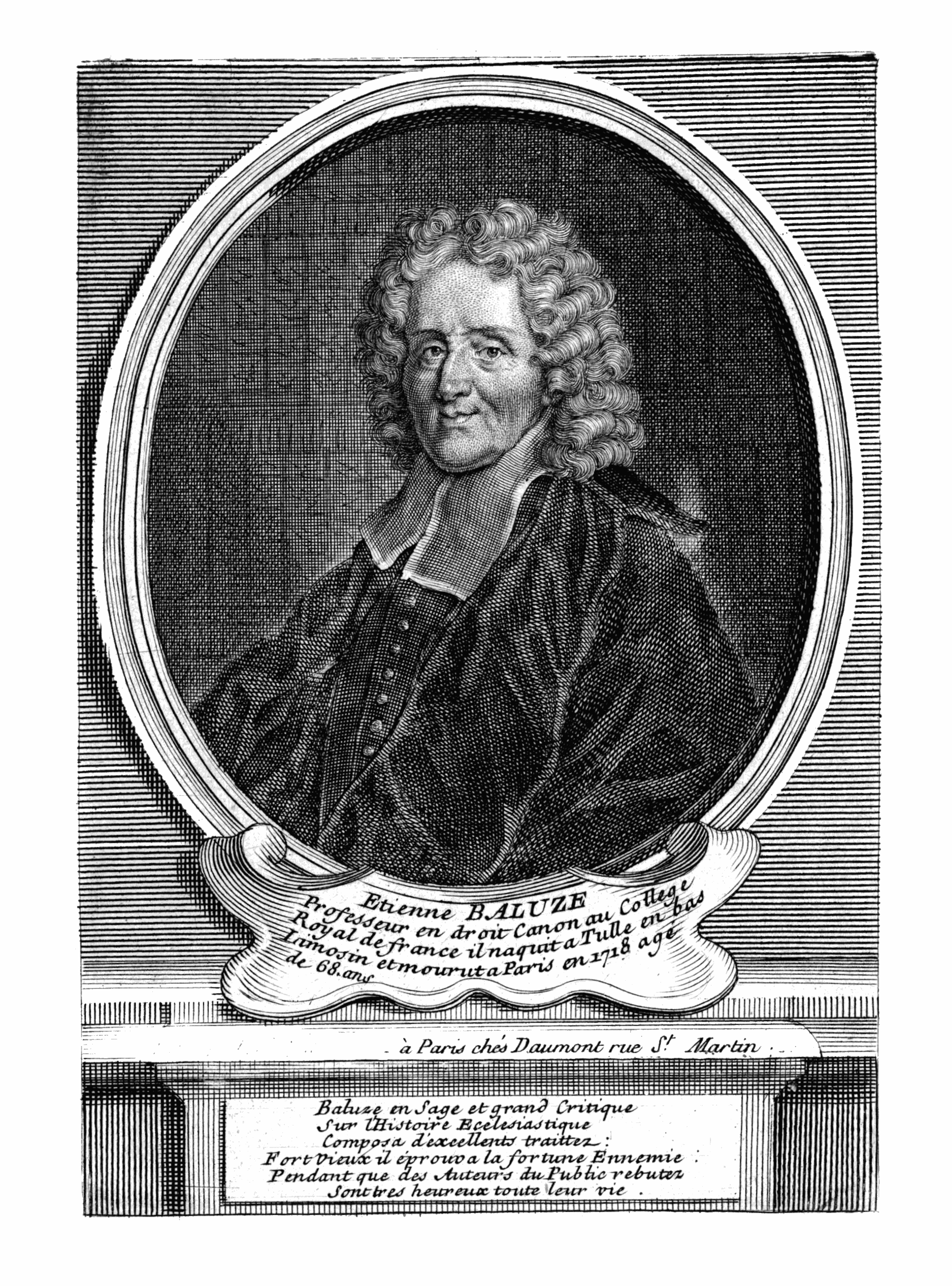
Étienne Baluze

Étienne Baluze (* 24. November 1630 in Tulle, Limousin; † 28. Juli 1718 in Paris) war ein französischer Historiker. Auf seinen Gebieten (Kirchengeschichte, Patristik, mittelalterliches Kirchenrecht, Textkritik) war er einer der bedeutendsten Gelehrten seiner Zeit.

## Leben
Baluze studierte Jurisprudenz und Geschichte in Toulouse und wurde dort 1656 Sekretär des Erzbischofs Petrus de Marca. 1667 wurde er in Paris Bibliothekar Jean-Baptiste Colberts und blieb es bis zu dessen Tod 1683; seit dieser Zeit begann er, eine Sammlung mittelalterlicher Handschriften aufzubauen. Im Jahr 1689 wurde er Professor des kanonischen Rechts am Collège Royal und 1707 Direktor dieser Anstalt. Weil er in seiner Histoire générale de la maison d’Auvergne (1708) das Recht des Kardinals von Bouillon auf dieses Land verteidigt und sich dabei angeblich auf gefälschte Dokumente gestützt hatte, wurde er 1710 von Ludwig XIV. entlassen und 1711 aus Paris verwiesen. Nach dem Tod des Königs 1715 konnte er zurückkehren, wurde jedoch nicht wieder angestellt und verstarb dort drei Jahre später.
Unter den rund 60 Büchern, die Baluze verfasste oder herausgab, sind als Hauptwerke zu nennen: Antonii Augustini dialogorum libri duo (1674), eine ausführlich kommentierte Neuausgabe der Arbeit Antonio Agustíns zur Textkritik des Decretum Gratiani, die Capitularia regum Francorum (1677); Conciliorum nova collectio (1683), eine Ergänzung der Konzilienausgabe von Philippe Labbé und Gabriel Cossart; Vitae paparum Avenionensium (1693); Miscellaneorum libri VII, s. collectio veterum monumentorum, quae hactenus latuerunt (1678–1715). Von diesen Werken wurden nur Baluzes Ausgabe der Dialogi und die Vitae paparum Avenionensium auf den Index gesetzt.
Baluzes sehr wertvolle Handschriften-Sammlung und sein Nachlass liegen heute als eigene Bestände in der Bibliothèque nationale in Paris. Viele seiner Werke wurden bis ins 19. Jahrhundert von der Forschung genutzt und diskutiert, manche bis heute.